# Résidentialisation

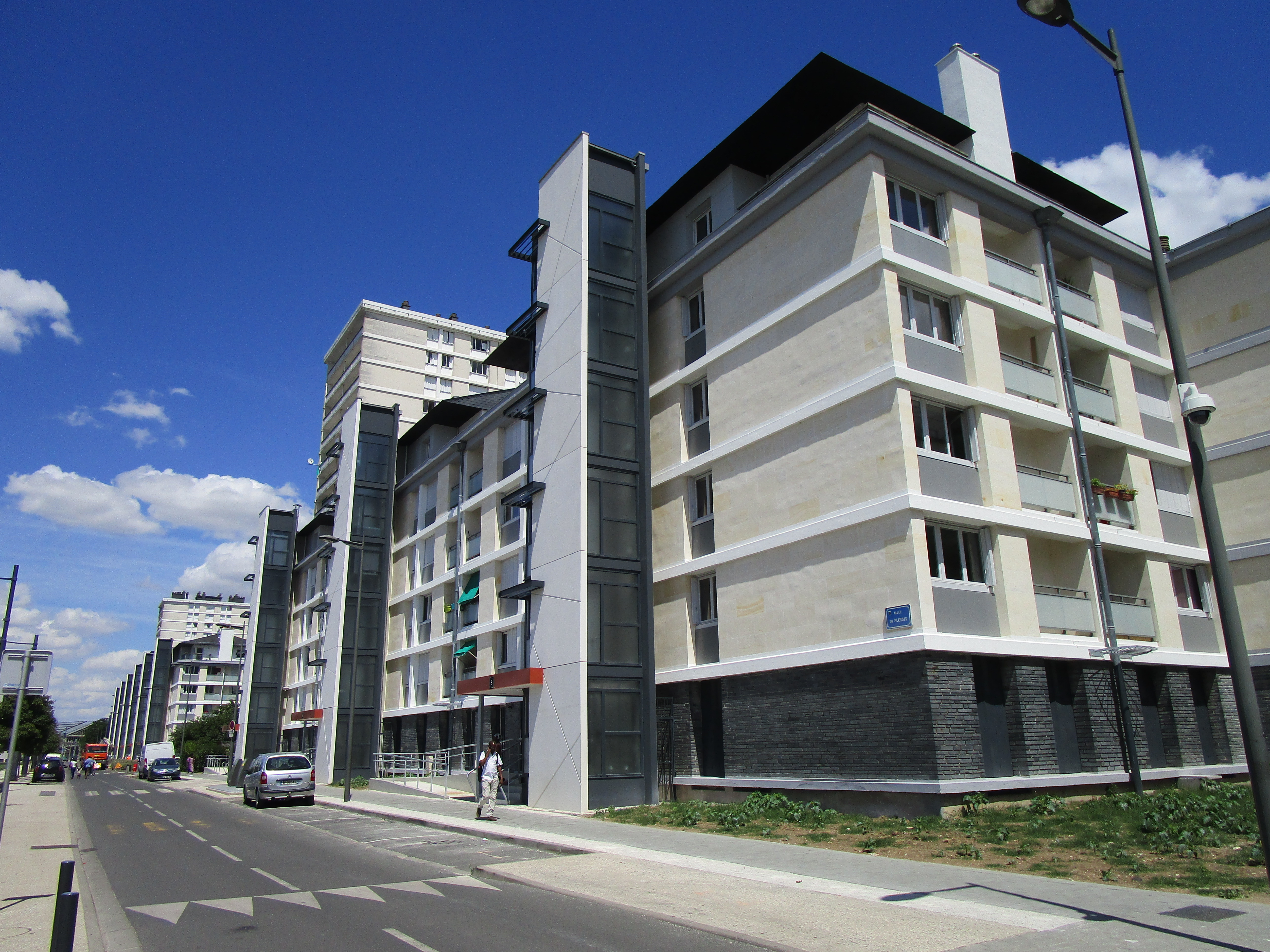
Immeubles rénovés du quartier du Sanitas, à Tours.

La résidentialisation est un type d'opération de rénovation urbaine, apparue en France au début des années 1990 et développée massivement à partir de cette décennie. Elle est généralement perçue comme une amélioration du cadre de vie des quartiers d'habitat social bien que ses effets soient contestés.

## Définition
La résidentialisation, en tant qu'opération d'urbanisme, admet plusieurs définitions, ce qui en fait une notion assez floue. La résidentialisation est généralement définie en fonction de son site d'intervention, de sa portée, de ses objectifs, qui peuvent varier considérablement d'une opération à une autre. Il est donc difficile de donner une définition de la résidentialisation.
On peut remarquer que les définitions, recueillies au fil des lectures, varient beaucoup. On peut ainsi noter ces quelques exemples :
- « La résidentialisation, qui consiste à donner un caractère privé aux immeubles, par exemple en posant des grilles à l’entrée ou en aménageant un jardin au pied de l’immeuble, permet une appropriation de l’immeuble par ses habitants[1] ».
- « Conçue comme la panacée contre les phénomènes de déqualification sociale, la résidentialisation s’inscrit à la suite du constat de relative inefficacité des opérations classiques de réhabilitation sur les conditions de vie réelles des habitants. […] Cette perspective qui ambitionne de réduire des problèmes mal définis (les incivilités, la déqualification sociale) à des problèmes de forme urbaine, propose curieusement un programme d’intégration urbaine par la création d’entités spatiales repliées sur elles-mêmes[2] ».

Ces définitions donnent un aperçu de ce que peuvent être une opération de résidentialisation et, plus généralement, la résidentialisation. Il s'agit donc, au sens le plus large du terme, d'une opération d'urbanisme visant à réguler, par la mise en œuvre de dispositifs allant de la petite échelle à la grande échelle, les problèmes rencontrés dans certains quartiers d'habitation.
Les missions de la résidentialisation sont multiples. Il s’agit d’une part d’intervenir sur la définition et la hiérarchisation des espaces extérieurs et de leurs statuts (dimension spatiale), mais également de faire changer les comportements des habitants, de les « responsabiliser » face à leur habitat (dimension sociale) au travers de l'amélioration de leur cadre de vie, d’améliorer la qualité des logements et de ce fait leur taux d’occupation (dimension économique), souci principal du bailleur social (s'il s'agit d'une intervention sur un quartier d'habitat social), d’améliorer l’entretien des espaces extérieurs en définissant clairement les responsabilités de chacun (dimension de gestion), etc. On peut encore trouver d'autres applications à la résidentialisation, notamment la mise en place d'un système de gestion urbaine de proximité (GUP) ou encore l'intervention dans des quartiers d'habitat dégradé, pas seulement d'un point de vue social (cadre des opérations de l'agence nationale pour la rénovation urbaine (ANRU) et de l'agence nationale pour l'amélioration de l'habitat (ANAH)), quoique les outils manquent parfois.
Néanmoins, depuis la création de l'agence nationale pour la rénovation urbaine (ANRU), on peut dire qu'en règle générale, une opération de résidentialisation porte sur des quartiers d'habitat social, généralement dans les quartiers prioritaires de la politique de la ville (QPV), au travers d'opérations tels que les grands projets de ville (GPV) ou les opérations de rénovation urbaine (ORU). La résidentialisation se veut alors l'une des approches permettant de répondre aux problèmes des grands ensembles en France. Elle se fait généralement selon trois axes, plus ou moins avoués :
- Un aspect spatial
- Un aspect sécuritaire
- Une amélioration de la gestion des espaces

## Les trois aspects de la résidentialisation

### Aspect spatial
L'aspect spatial de l'opération tend à donner un statut défini aux espaces entourant les immeubles d'habitation. Lors de la conception des grands ensembles, la plupart du temps selon les principes de la Charte d'Athènes, les espaces verts devaient devenir des espaces de rencontre indéfinis et indiscriminés, ouverts à tout le monde. Dans la réalité, ces espaces verts ont connu l'abandon et la dégradation, du fait de défauts de gestion et d'« appropriations négatives » comme les incivilités ou simplement parfois la surappropriation et la saturation par une tranche spécifique de la population.
La résidentialisation peut permettre de matérialiser (végétation, murs, murets, grilles et grillages) ou de symboliser (changement de matériau, de coloration) un territoire donné pour un bâtiment ou un ensemble de bâtiments. Ces nouvelles subdivisions de l'espace ont pour but de donner une échelle plus réduite aux ensembles d'habitation. De telles opérations s'accompagnent souvent de créations de voiries (visant à morceler les territoires). Notons toutefois que celles-ci amènent d'autres types de nuisances (pollutions, insécurité routière) auparavant méconnues dans le cas d'un cœur d'îlot initialement dédié aux piétons.
Toutefois, si cette tentative, relevant du domaine propre aux sciences sociales en milieu urbain, de faire s'approprier l'habitat par les « résidents » peut se concevoir pour des immeubles de taille modeste, elle est beaucoup moins évidente lorsqu'il s'agit de bâtiments de plus de quatre ou cinq étages.
De plus, cette appropriation peut être vécue comme un facteur d'insécurité dans les quartiers résidentialisés. La revendication d'un « territoire » s'accompagne parfois de volontés de domination, pouvant entraîner des rivalités ou la surappropriation déjà évoquée. Mais ce point est justement pris en compte par les aspects sécuritaires de la résidentialisation.

### Aspect sécuritaire
L'aspect sécuritaire correspond à la volonté de résorber les désordres présents sur ces espaces au statut indéfini. La volonté de mettre fin aux occupations de halls d'immeubles, aux dégradations, aux mésusages… se traduit par la mise en pratique d'outils de prévention situationnelle comme la vidéosurveillance, les dispositifs de dissuasion, les contrôles d'accès, etc.
Ce type d'intervention peut également viser à réduire le sentiment d'insécurité en créant un entre-soi, espace privatisé où l'on est susceptible de ne rencontrer que « des têtes connues ». Dans ce cas, une fois l'espace résidentiel enclos et son accès contrôlé et restreint, sur la surveillance passive assurée par les résidents. Ceux-ci seront ainsi en mesure d'identifier plus facilement un « intrus », personne n'ayant pas d'appartenance au territoire de la résidence. Cela peut aboutir à des fonctionnements semblables à ceux des gated communities anglo-saxonnes, et à la privatisation de l'espace public.

### Gestion et entretien
Si la délimitation administrative des surfaces aux abords et entre les bâtiments est connue des différents services (par le cadastre), leur gestion (entretien, nettoyage) en est cependant souvent complexe, une même allée pouvant très facilement être de la responsabilité du bailleur sur une partie de son tracé, et de celle de la mairie sur le reste.
Cette complexification de la gestion est souvent génératrice de tension entre les locataires et les bailleurs si ces derniers ne fonctionnent pas en parfaite coordination avec les services municipaux concernés.
Cependant, des conventions existent entre bailleurs et mairies afin de répartir le coût budgétaire de services (nettoyage, espaces verts) délégués à des sociétés externes ou à charge de services internes (services des voiries et, ou des espaces verts) dont la charge est alors imputée pour moitié (en général) aux deux parties.
La résidentialisation peut alors impliquer un transfert de compétence vers le bailleur, avec des retombées pour les locataires qui voient leurs charges augmenter, la dotation municipale étant supprimée. Autre solution envisagée, les allées et autres espaces de circulation extérieurs sont rétrocédés par le bailleur — s'il est propriétaire de tout le foncier — à la commune ou à l'EPCI, qui prennent alors totalement à leur charge leur entretien, comme pour n'importe quelle autre portion du domaine public.
De même, les espaces de stationnement peuvent, lors d'une opération de résidentialisation, faire l'objet d'un transfert de compétence, et donc de charges d'entretien (cela pouvant comprendre s'il y a lieu l'entretien des espaces verts, y compris la taille annuelle des arbres) et, ou de frais de location.

### Intrication des notions
Ces trois aspects s'entremêlent dans les discours des différents acteurs ayant affaire à la résidentialisation. Que ce soient les concepteurs (architectes, urbanistes, paysagistes) ou les maîtres d'ouvrage de ces opérations (mairies, offices HLM, État), les objectifs qui sont associés à la résidentialisation varient. L'accent est mis dans la présentation du projet sur un aspect ou sur l'autre. De plus, les échelles d'intervention varient beaucoup, allant du quartier entier à l'immeuble seul, voire à quelques appartements. Il est donc difficile de donner une définition unique de la résidentialisation.

## La résidentialisation, processus et mise en œuvre

### Cœur de cible
En devenant institutionnalisée au travers de la Loi d'orientation et de programmation pour la ville et la rénovation urbaine du 1er août 2003, la résidentialisation est un outil principalement utilisé dans les opérations visant le patrimoine des bailleurs sociaux publics. Il s'agit la plupart du temps de marchés publics. Toutefois, en se popularisant et en faisant ses preuves, la résidentialisation intéresse le secteur privé. Quant aux copropriétés, celles-ci sont pour l'instant dans l'attente d'un outil de financement, l'ANAH ne disposant pas pour l'instant des prérogatives nécessaires pour aider les interventions sur les abords des copropriétés dégradées.
Le programme national de rénovation urbaine, lancé en France par la loi de 2003 et encadré par l'ANRU, a fait l'objet d'un bilan d'étape en 2013 dans le cadre du projet de loi de finances pour 2014. Il est alors fait état au 30 juin 2013 de 397 projets de rénovation urbaine réalisés ou financés et en cours de réalisation ; ceci intègre le financement de la résidentialisation de 354 000 logements, dont 158 200 résidentialisations achevées au 31 décembre 2012.

### Déroulement d'une opération de résidentialisation
- La première étape consiste en la concertation qui va intervenir entre différents acteurs demandeurs. La demande émerge ainsi soit du propriétaire de l'ensemble (Organismes HLM notamment, ou syndicat de copropriété) qui cherche notamment à rationaliser ses coûts d'entretien, à limiter le taux de vacance de ses logements, à satisfaire le mécontentement des habitants ; soit de la municipalité qui ressent le besoin d'intervenir sur le quartier pour des raisons sociales ou d'image de la ville. L'un et l'autre commencent par formaliser leur demande, se mettre d'accord sur le programme à mettre en œuvre, aidés en cela par le Grand Projet de Ville, s'il existe. Le projet comporte alors souvent plusieurs aspects, résidentialisation, mais aussi des démolitions, de la réhabilitation de logements ou de parties communes des bâtiments.
- En plus de cela, certains autres objectifs peuvent venir se greffer sur le projet. Il peut s'agir de volontés politiques ou autres, s'exprimant via des demandes visant à la prise en compte d'objectifs sociaux. Cela peut être la construction d'équipements publics, l'amélioration de l'accessibilité, l'aménagement d'un parc, l'arrivée de nouvelles lignes de transport en commun…
- Les aspects de gestion sont alors abordés, afin d'établir un prévisionnel financier, concernant à la fois le coût de l'intervention, mais aussi et surtout le coût de la gestion à venir - coût d'entretien pour les services municipaux, pour le bailleur, éventuel impact sur les loyers. Intervient ensuite la recherche de fonds. Tous sont sollicités : municipalité, bailleur social propriétaire, Grand Projet de Ville, mais également département, région, et l'État via l'ANRU. Le mode opératoire à mettre en place se construit en parallèle.
- Sur le terrain, une opération de résidentialisation débute généralement par une phase de diagnostic du quartier qui sera résidentialisé. Micro-trottoirs, cartographies, questionnaires, reportages photographiques, relevés analytiques des activités, des habitudes des habitants (stationnement, regroupements de personnes par tranche d'âges), interviews des agents de terrain, constituent une partie de l'arsenal des outils qui peuvent être mobilisés afin d'obtenir l'image la plus proche possible de la réalité de la vie du quartier, de ses atouts et de ses dysfonctionnements.
- Une fois le diagnostic dépouillé, le projet peut s'affiner. C'est au tour du maître d'œuvre d'entrer en jeu : architecte, paysagiste, bureau d'études spécialisé peuvent être mis en concurrence via un concours ou directement consultés, afin d'obtenir une vue prévisionnelle de l'état futur du quartier où se déroule l'intervention.
- Tout au long de ces différentes phases (hormis la recherche de fonds, et encore), les habitants peuvent être intimement mêlés au processus de réflexion, voire à la conception du projet, lors d'ateliers de concertation.
- Après de - souvent longues - discussions, l'intervention proposée par le maître d'œuvre est validée par les décideurs et les financeurs de l'opération. Une fois passé ce jalon, on entre dans la phase de réalisation, depuis la constitution du dossier de consultation des entreprises jusqu'à la réalisation des travaux et leur réception.
- Le phasage de ces opérations est fréquent, puisqu'il s'agit d'interventions en site occupé. Aussi, les opérations à tiroirs, les tranches opérationnelles sont monnaie courante, afin que soient pris en compte les impératifs de toutes les catégories d'acteurs subissant les travaux : habitants, commerçants, associations, services publics, transports en commun, entreprises intervenant au cours des travaux mais aussi entreprises sur place, etc.
- Une fois les travaux terminés, et les ajustements de dernière minute pris en compte, il reste au temps à passer, et aux habitants à prendre possession de leurs espaces extérieurs rénovés. Il est de bon ton, quelque temps après les travaux, d'effectuer des retours sur le terrain, afin notamment de savoir si les prévisions en termes d'utilisation des espaces, d'appropriation, d'amélioration de la gestion, voire de baisse de la criminalité et des usages déviants se sont avérées correctes.

### Financement

#### Coût des travaux
Les opérations de résidentialisation sont souvent intégrées à des programmes issus du programme national de rénovation urbaine, et en cela font partie des projets partiellement financés par l'État via l'ANRU. L'agence nationale finance les projets pour environ 30 % de leur montant de travaux, mais ce chiffre peut varier.
Le reste du financement vient, à différentes hauteurs, des autres acteurs impliqués, notamment région, département, ville, Action Logement (participation des entreprises à l'effort de construction), éventuellement EPCI… Il s'agit majoritairement de financements publics. Le reste provient du ou des bailleurs impliqués dans l'opération d'urbanisme, qu'il soit public ou privé. Les fonds européens peuvent intervenir également, mais pour une part bien plus modeste.

#### Entretien et maintenance
L'opération vise bien souvent à redistribuer le foncier aux différents protagonistes. Auparavant, l'entretien de ces espaces était peu, mal, voire pas fait, et les charges d'entretien étaient attribuées en majorité à l'entité responsable de l'entretien de l'espace public, principalement les services municipaux. Dès lors, avec la répartition claire et nette du foncier, les charges sont alors clairement réparties. 
Le bailleur se trouve alors bien souvent responsable de l'entretien d'assiettes foncières dont il n'avait pas jusqu'alors la responsabilité, ni même l'idée du coût que pouvait représenter cet entretien. Il peut alors être tenté de reporter une partie de ces surcoûts sur ses locataires, via l'augmentation des charges locatives,.
Afin de limiter l'impact financier de cet entretien nouveau, les concepteurs doivent, en collaboration avec les futurs responsables, chercher partout les solutions envisageables afin de limiter ces coûts. Il peut s'agir :
- d'un choix judicieux d'essences végétales, à croissance lente et nécessitant peu de taille ;
- de la réduction en tant que de faire se peut des réseaux de collecte d'eaux pluviales, notamment en mettant en œuvre des revêtements de sol drainants ;
- de l'optimisation de l'éclairage (usage de LEDs à faible consommation, matériels anti-vandales) ;
- de la réduction du nombre de points de collecte des ordures ménagères, pour réduire la taxe d'enlèvement, tout en prenant garde de ne pas favoriser de ce fait les déposes sauvages de sacs et autres détritus…

## Exemples

### Dispositifs spatiaux
Outre les éléments cités ci-dessus, visant à une optimisation de la gestion et de la maintenance du foncier ainsi réhabilité, les concepteurs d'espaces résidentialisés utilisent fréquemment des dispositifs spatiaux et architecturaux comme :
- « l'installation d'une clôture, d'un portail avec accès pour les locataires, l'aménagement de places privées de parking et autres petits espaces verts »[13].

### Quelques opérations de résidentialisation
- Quartier de Belleville, Paris.
- Quartier Teisseire, Grenoble (Philippe Panerai, architecte).
- La Thibaude, Vaulx-en-Velin (agence In Situ, paysagistes).

- Les Courtillières, Pantin (Agences Agence AUC (projet urbain), Agence Pruvost (parc central) et RVA (immeubles)). À ce sujet, une citation extraite de Lapierre, 2003 :

« Parfois considérée comme la panacée face aux divers désordres rencontrés dans les grands ensembles, la résidentialisation n'a pas pour autant sa place systématiquement dans les opérations de refonte des espaces extérieurs de ceux-ci. Ainsi, lors de la réhabilitation des Courtillières, grand ensemble construit par Émile Aillaud à la fin des années 1950, la résidentialisation prévue, devant aboutir à un morcellement du parc central de l'ensemble, fut avantageusement abandonnée au profit d'un retraitement plus limité de ceux-ci, les laissant majoritairement ouverts Toutefois, pour ce qui est du traitement des abords immédiats des immeubles, notamment le Serpentin, les outils « classiques » de résidentialisation (adressage précis, entrées indépendantes…) ont été prévues. »
- La Devèze, Béziers[16] (ADP Dubois Urbanisme et Paysages). Sont ici appliquées certaines des idées phare de la résidentialisation, comme le réaménagement d'un parc et la revalorisation des espaces verts, le percement de voies nouvelles ou la distinction des différentes résidences au moyen d'une pluralité d'essences végétales, mais également d'autres initiatives relevant de la Gestion Urbaine de Proximité ou encore d'une volonté de mixité d'usage (installation d'immeubles de bureaux et de logements de standing).
- Les Clairières, Roncq[17] (Notre Logis, bailleur maître d'ouvrage). Les désordres ici décrits (stationnement sauvage principalement) ont entraîné une résidentialisation de deux ensembles de construction récente, avec un travail important de sécurisation et de contrôle des accès. Les dispositifs mis en œuvre ont rendu privée une voie qui avait eu tendance, avec le temps, à devenir publique, alors même qu'elle se trouvait sur l'emprise des espaces communs des résidences.
- Rénovation urbaine des Abymes, Guadeloupe[18] : sur quinze opérations relevant du programme de rénovation urbaine de différents quartiers de la ville, cinq comportent une résidentialisation.
- Rénovation urbaine du quartier Génicart à Lormont, près de Bordeaux : plus grande opération de renouvellement urbain en Aquitaine, lancée en 2009, achevée en 2014 ; l'opération sur un quartier d'habitat social des années 1960 rassemblant 709 logements, elle porte sur « la réhabilitation et l'identification des bâtiments existants et un nouvel espace public mieux équipé avec un parc à travers le site ». La résidentialisation se traduit par des « découpages, hiérarchisation plus progressive du public et du privé, réduction des espaces collectifs mal utilisés » et la suppression du stationnement en pied d'immeuble, pour la définition de « nouveaux îlots », qui viennent « fractionner les unités d'habitation [...], et redonner à l'ensemble un cœur de quartier ». L'opération a coûté 16,8 millions d'euros, pour 70 700 m2 de SHON traités[19],[20].

## Autres significations - homonymie
- Le terme peut signifier plus simplement le fait de faire en sorte qu'un habitant du parc locatif (d'un bailleur) se sente un peu plus chez lui, un peu moins dans un espace impersonnel qu'il ne pourrait pas s'approprier. Il peut également s'agir d'un terme désignant l'accession à la propriété, en particulier des populations longtemps restées dans le système locatif[21].
- Dans un article paru dans Rue89[22], Stéphane Rullac utilise le terme de résidentialisation dans un tout autre sens. Il considère comme résidentialisation de l'espace public le « détourn[nement de] la fonction de l’espace public que nul ne voudrait investir comme lieu d’habitation ». La résidentialisation est donc dans ce cas l'usage à titre de résidence de l'espace public.